# The Burning Red
The Burning Red este cel de-al treilea album al formației heavy metal americane - Machine Head. Acesta este cel de-al doilea album al formației după volumul de vânzări în Statele Unite, înregistrând în trei ani vânzări egale cu cele ale albumului Burn My Eyes în aproape opt ani (1994–2002).
Album a fost vândut în peste 134.000 de copii în Statele Unite și a fost certificat cu argint în 2011 de către BPI pentru vânzări de 60.000 în Marea Britanie.

## Lista pieselor
Toate versurile sunt scrise de Robb Flynn, Toate melodiile sunt compuse de Machine Head, except where noted.
| Nr.             | Titlu                                                      | Lungime |  |
| 1.              | „Enter the Phoenix”                                        | 0:53    |  |
| 2.              | „Desire to Fire”                                           | 4:49    |  |
| 3.              | „Nothing Left” (music: Flynn/McClain*)                     | 4:05    |  |
| 4.              | „The Blood, the Sweat, the Tears” (music: Luster/Flynn*)   | 4:11    |  |
| 5.              | „Silver”                                                   | 3:52    |  |
| 6.              | „From This Day” (music: Flynn/McClain/Luster*)             | 3:56    |  |
| 7.              | „Exhale the Vile”                                          | 4:57    |  |
| 8.              | „Message in a Bottle” (The Police cover; written by Sting) | 3:32    |  |
| 9.              | „Devil With the King's Card”                               | 4:05    |  |
| 10.             | „I Defy”                                                   | 3:42    |  |
| 11.             | „Five”                                                     | 5:18    |  |
| 12.             | „The Burning Red”                                          | 6:44    |  |
| Lungime totală: | Lungime totală:                                            | 50:00   |  |

- *Writing Credits according to Hellalive liner notes

| Japanese bonus tracks |                                         |         |  |
| Nr.                   | Titlu                                   | Lungime |  |
| 13.                   | „House of Suffering” (Bad Brains cover) | 2:10    |  |
| 14.                   | „Alcoholocaust”                         | 3:46    |  |

## Personal
- Robert Flynn - vocal, chitare
- Adam Duce - chitară bas, back vocal
- Ahrue Luster - chitară solo
- Dave McClain - baterie

## Poziții
| Clasament (1999)                | Poziții |
| ------------------------------- | ------- |
| Australian Albums Chart         | 30      |
| Austrian Albums Chart           | 22      |
| Belgian Albums Chart (Flanders) | 35      |
| Dutch Albums Chart              | 35      |
| Finnish Albums Chart            | 12      |
| French Albums Chart             | 55      |
| German Albums Chart             | 15      |
| New Zealand Albums Chart        | 47      |
| Norwegian Albums Chart          | 35      |
| Swedish Albums Chart            | 17      |
| UK Album Chart                  | 13      |
| The Billboard 200               | 88      |